# Ectateus crenatus
Ectateus crenatus es una especie de escarabajo oscuro perteneciente a la superfamilia Tenebrionoidea, orden Coleoptera. Fue descrito por Fairmaire en 1897.
Su cuerpo mide aproximadamente 7,0-9,0 mm de longitud. El lado dorsal de la cabeza es brillante, clípeo profundo. Antenas más extensas que el pronoto.

## Distribución y hábitat
Se distribuye por África Central, específicamente en Camerún, República Democrática del Congo, Guinea Ecuatorial, República Gabonesa y República del Congo. Habita en zonas costeras, de tierras bajas y sabanas.